# Paracyprichromis
Paracyprichromis is een geslacht uit de familie Cichlidae uit het Tanganyikameer, gelegen in Oost-Afrika. Het geslacht bestaat uit slechts twee soorten, die ook wel haringcichliden worden genoemd. Het geslacht is nauw verwant aan het geslacht Cyprichromis.

## Kenmerken
Paracyprichromis wordt gekenmerkt door vissen met een lang lijf die in grote scholen leven. Het zijn muilbroeders en alleen de dominante mannetjes bezitten een territorium. De vissen hebben blauwe strepen over hun lijf die oplichten in een donkere omgeving. In het Tanganyikameer leven ze dicht bij de rotsen, die de vrouwtjes nodig hebben om hun jongen af te zetten.

## In het aquarium
Beide soorten Paracyprichromis worden veel gehouden door Tanganyikaliefhebbers. De Paracyprichromis nigripinnis staat bekend als iets steviger dan de Paracyprichromis brieni. De vissen hebben een bak nodig van minimaal een meter breed en een aantal rotsen, een pH van 7,5 of hoger en een niet te fel licht in verband met de kleuren (ze gedijen wel onder een sterk licht maar laten hun kleuren niet zien). De beste kweekresultaten worden behaald als zwangere vrouwtjes in een uitzwembak worden geplaatst, maar de jongen kunnen ook in het aquarium zelf overleven. Deze soorten nemen een territorium in tussen de bovenste rotsen en het wateroppervlak en is geen ruziezoeker, daardoor zijn er een heleboel mogelijkheden voor medebewoners. Vooral de geslachten Altolamprologus, Neolamprologus, Lamprologus, Juliodrochromis en andere Lamprologini kunnen succesvol met deze vis worden gecombineerd. Er moet worden uitgekeken met ander haringcichliden zoals het geslacht Cyprochromis omdat ze hetzelfde gedeelte van het aquarium gebruiken.

## Soorten
- Paracyprichromis nigripinnis (Boulenger, 1901)
- Paracyprichromis brieni (Poll, 1981)